# Femmes extraordinaires
 (août 2025).
Pour plus de détails, voir Fiche technique et Distribution.
Femmes extraordinaires : Femmes dans le temps, femmes sans temps  (espagnol : Mujeres extraordinarias: Mujeres en el tiempo, mujeres sin tiempo) est un documentaire écrit et réalisé en 2009 par Yildalina Tatem Brache, qui essaye de recueillir la vie de six femmes influents dans la République dominicaine.

## Production
Yildalina Tatem Brache a conçu l'idée d'un projet qui illustrerait la vie des femmes qui avaient été responsables des modifications radicales dans l'histoire dominicaine. En 2006, elle a commencé à faire des recherches et a choisi 12 femmes pour écrire un livre sur elles. Quand elle s'est rapprochée du président de l'Institut dominicain des télécommunications, José Rafael Vargas, pour le financement, celui-ci a suggéré de changer l'idée d'un livre pour un film afin que le sujet atteigne un public plus vaste. Yildalina a accepté la suggestion, et a entamé le développement du projet. Le nombre de femmes a été réduit à 6, et en décembre 2008, Indotel a donné la permission de commencer. Le tournage a débuté en janvier et a été terminé en mars 2009. Le processus d'édition a été réalisée d'avril à août. Juste pour continuer à l'éditer plus en septembre et octobre 2009 pour la version «version étendue et améliorée».

## Histoire
Les femmes de s'exprimer franchement sur les difficultés qu'elles ont dû surmonter; dans leur lutte actuelle, et ce qu'elles attendent de l'avenir.
Gladys Gutiérrez a combattu contre le gouvernement de Joaquín Balaguer Ricardo, avec son mari Henry Segarra. Après que son il était mystérieusement disparu, elle a été exilée vers Paris (France), et là a continué son militantisme contre le gouvernement. En conséquence, elle a été menacée de mort plusieurs fois, après que ses camarades ont été tués.
Josefina Padilla a été la première femme candidate à la vice-présidence dominicaine. Avant ceci, elle a été une des dissidentes plus remarquables à la dictature de Rafael Leónidas Trujillo Molina, qui a causé sa persécution et le meurtre de son conjoint.
Tomasina Cabral a été brutalement torturée pendant le régime de Trujillo, et la seule femme connue à ce jour qui a été soumise à ce genre d'abus dans les prisons dominicaines à cette époque. Elle a aussi été l'amie qui a accompagné les Minerva et Maria Teresa Mirabal pendant leur dėtention en prison. elle révèle comme traite avec le passé, et comme encore, malgré ce qu'ils l'ont fait, continue en étant une défenseur fervent des droits humains.
Dedé Mirabal c'est la seconde et seule sœur survivante. Beaucoup la décrivent comme «Celle qui a vécu pour raconter l'histoire». Elle non seulement compte sur ses sœurs et la tragédie, elle exprime sa vie propre.
Mary Marranzini conte les moments difficiles lorsque son fil est tombé malade de polio, et qu'elle a été obligée de voyager aux États-Unis pour qu'il puisse recevoir le traitement approprié. Donc, elle a décidé de chercher appui de personnes qui pourraient aider à créer ce qu'est maintenant l'Association dominicaine de réhabilitation, qu'elle a dirigée depuis 1959.
Ivelisse Prats a été la première femme en Amérique latine â  être présidente élue d'un parti. Est membre fier du Parti révolutionnaire dominicain (PRD), toutefois, elle continue à critiquer fortement la corruption que certains membres incitent et permettent. Elle décrit aussi sa vie familiale, comme celle que vivent beaucoup. La perte de sa mère à 17 ans, son mariage fugace peu ensuite, comme elle a été devenue malade de la dépression, de tuberculose et d'anorexie après une longue période d'excès travail et jeûne pour que ses fils puissent être nourris.

## Distribution
- Gladys Gutiérrez
- Josefina Padilla
- Tomasina Cabral
- Bélgica Adela (Dédé) Mirabal
- Mary Pérez de Marranzini
- Ivelisse Prats Ramírez de Pérez
- Rosaflor Tatem Brache (Narration)

## Fiche technique
- Réalisation et scénario : Yildalina Tatem Brache
- Assistant réalisateur, superviseur musical, coéditeur : Edgar Tatem
- Montage : Frank Durán
- Corédacteur en chef : Christian Mejía, Guillermo Herrera, Kenn Williams
- Images : Ariel Mota
- Audio : Henry James
- Supplémentaires d'enregistrement / script correction : Dorian Castillo-Tatem
- Photo : Roberto Rochy et Johnny Rotestán
- Assistance/Installation : Pablo González & Gilberto Roques
- Maquillage : Belkys Taveras
- Format : 1.85:1
- Musique : Edgar Tatem